# Робат-Міль
Робат-Міль (перс. رباط ميل) — село в Ірані, у дегестані Седе, в Центральному бахші, шахрестані Ерак остану Марказі. За даними перепису 2006 року, його населення становило 967 осіб, що проживали у складі 279 сімей.

## Клімат
Середня річна температура становить 12,04°C, середня максимальна – 31,26°C, а середня мінімальна – -10,06°C. Середня річна кількість опадів – 277 мм.
| Клімат поселення                              | Клімат поселення | Клімат поселення | Клімат поселення | Клімат поселення | Клімат поселення | Клімат поселення | Клімат поселення | Клімат поселення | Клімат поселення | Клімат поселення | Клімат поселення | Клімат поселення | Клімат поселення |
| Показник                                      | Січ.             | Лют.             | Бер.             | Квіт.            | Трав.            | Черв.            | Лип.             | Серп.            | Вер.             | Жовт.            | Лист.            | Груд.            |                  |
| Середній максимум, °C                         | 6,91             | 9,03             | 12,86            | 18,84            | 23,89            | 30,08            | 31,26            | 30,73            | 26,04            | 19,85            | 12,66            | 7,20             |                  |
| Середня температура, °C                       | −1,58            | 0,54             | 4,36             | 10,35            | 15,41            | 21,58            | 25,60            | 25,08            | 20,39            | 14,21            | 7,02             | 1,55             |                  |
| Середній мінімум, °C                          | −10,06           | −7,96            | −4,12            | 1,84             | 6,91             | 13,08            | 19,95            | 19,42            | 14,74            | 8,54             | 1,36             | −4,11            |                  |
| Норма опадів, мм                              | 41               | 39               | 50               | 36               | 29               | 4                | 1                | 1                | 0                | 9                | 27               | 40               |                  |
| Середньомісячна швидкість вітру, м/с          | 1.93             | 2.47             | 2.99             | 3.27             | 2.67             | 2.46             | 2.43             | 2.28             | 2.24             | 2.19             | 1.71             | 1.74             |                  |
| Середньомісячна сонячна радіація, кДж/м²·день | 9233             | 12475            | 15081            | 18350            | 22400            | 27014            | 25946            | 24260            | 21314            | 15829            | 11009            | 9047             |                  |
| --------------------------------------------- | ---------------- | ---------------- | ---------------- | ---------------- | ---------------- | ---------------- | ---------------- | ---------------- | ---------------- | ---------------- | ---------------- | ---------------- | ---------------- |
| Джерело:                                      |                  |                  |                  |                  |                  |                  |                  |                  |                  |                  |                  |                  |                  |